# Gereformeerde kerk (Heerlen)
De Gereformeerde kerk is een kerkgebouw in de buurt Douve Weien in de wijk Caumerveld-Douve Weien in de gemeente Heerlen in de Nederlandse provincie Limburg.

## Geschiedenis
Tot 1913 kwamen de leden van de kerk samen in een huiskamer. Ze besloten toen om op een stuk grond een kerkgebouw te laten bouwen. Dit werd een eenbeukig gebouw dat gelegen was aan de Bekkerweg: de Talmakerk.
In de jaren 50 werd de kerk te klein en men besloot een nieuwe kerk te laten bouwen. Daarvoor werd een stuk grond aangekocht op de hoek van de Eurenderweg en de Burgemeester Waszinkstraat. Voor het ontwerp werd de Scheveningse architect Den Heijer aangetrokken. Deze moest het ontwerp eerst bespreken met Frits Peutz, omdat men verwachtte dat er zo een soepeler contact met de gemeente bij de bouwvergunning zou ontstaan. 
Op 14 maart 1956 werd de nieuwe kerk in gebruik genomen.
In 1992 werd de kerk te koop aangeboden waarna er een fotostudio in kwam.
In 2008 werd de kerk verbouwd en kwam er een dokterspraktijk in.

## Opbouw
Het niet-georiënteerde kerkgebouw heeft een achthoekig vloerplan en wordt gedekt door een tentdak met lantaarn. Rond het centrale hoge deel bevindt zich een lagere ommegang. Aan de noordzijde van het gebouw bevindt zich de ingang.
De voormalige kosterswoning ligt achter de kerk.